# Ludwig Steininger
Ludwig Steininger (* 28. Oktober 1890 in Vohenstrauß; † 11. Juli 1979 ebenda) war ein Oberpfälzer Kunstmaler. In seinen Bildern widmete er sich überwiegend den Landschaften seiner Heimat.

## Leben
Steininger nahm im Alter von 17 Jahren ein Studium an der Münchener Kunstgewerbeschule auf. Nach dem Militärdienst und dem Einsatz im Ersten Weltkrieg wurden ab 1919 seine Werke erstmals im Albrecht-Dürer-Verein in Nürnberg ausgestellt. Weitere Ausstellungen in Dresden, Augsburg und München folgten.

## Ehrungen
1960 wurde Steininger der Nordgau-Kulturpreis der Stadt Amberg in der Kategorie „Bildende Kunst“ verliehen, 1978 das Verdienstkreuz am Bande der Bundesrepublik Deutschland.